# Влайку, Флорин
Флорин Влайку (рум. Florin Vlaicu; род. 26 июля 1986, Бухарест) — румынский регбист, выступавший на позиции флай-хава (полузащитника веера) и центра (центрального трехчетвертного). Влайку — первый центурион, а также рекордсмен сборной Румынии по количеству матчей и набранных очков. В активе четвертного 129 игр и 1030 игровых баллов.

## Биография

### Клубная карьера
Флорин воспитанник клуба «Фламинго», однако на взрослом уровне дебютировал в «Стяуа». Где в первом же сезоне становится чемпионом и обладателем Кубка. За свою карьеру Влайку поиграл в нескольких румынских клубах, а также сезон провел в итальянском «Кальвизано» в качестве усиления к Европейскому кубку вызова. В Италии игрок становится вице чемпионом Италии. С 2016 года играл за клубы «Стяуа» и «КСМ Букурешть», с 2020 года игрок «Тимишоары».

### Карьера в сборной

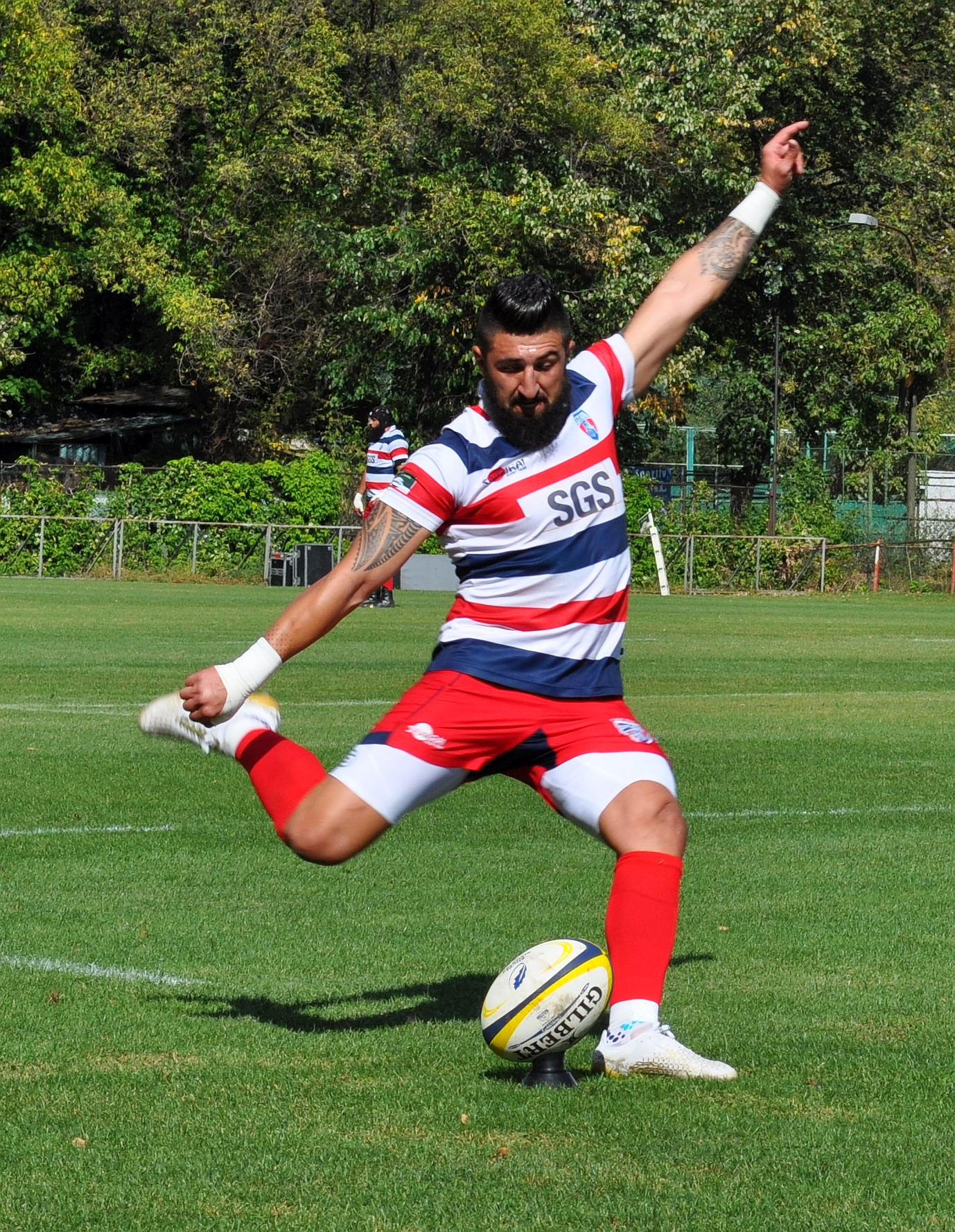
Флорин в 2017 году в форме «Стяуа»

В сборной дебютировал в 2006 году в матче против Украины в Киеве. Участник трех (2007, 2011, 2015) Кубков мира. На Чемпионате мира по регби 2015 года провел, по его словам, свой самый запоминающийся матч: румыны проигрывали Канаде после первого тайма 0:15, однако во втором смогли занести две попытки с успешно проведёнными реализациями, а за три минуты до конца был назначен штрафной, который Влайку уверенно реализовал и тем самым принёс сборной Румынии победу 17:15. Свой 100-й матч провел 11 марта 2017 года против Бельгии.
13 марта 2021 года в матче против Португалии Флорин Влайку, набрав 9 очков, прошёл отметку в 1000 набранных очков в матчах за сборную Румынии.

### Рекорды
- Рекордсмен сборной Румынии по количеству матчей (128)[7], что эквивалентно 12-му общему месту среди всех игроков[8].
- Рекордсмен сборной Румынии по количеству очков (1024)[7] — 6-е общее место среди всех игроков, первый из ныне выступающих[9].
- Рекордсмен сборной Румынии по количеству очков на Кубках мира (28)[7].

### Достижения
- СуперЛига:
  -  Чемпион Румынии: 2006
- Италия:
  -  Вице чемпион: 2015/2016
- Кубок Румынии по регби:
  -  Обладатель Кубка Румынии: 2006, 2007, 2009, 2018/2019